# Светислав С. Петровић
Светислав С. Петровић (1899 − 1960) био је књижевник, педагог, есперантиста, полиглота, професор и преводилац пореклом из Пирота.

## Биографија
Рођен је у насељу Пазар у Пироту 1899. године. Завршио је основну школу у Пироту и после завршетка га је отац послао у Крагујевац да заврши Учитељску школу. Он међутим није завршио Учитељску школу због почетка балканских и светског рата.
Крајем 1915. године је прешао преко Албаније и са групом ђака је отишао у француски град Фижек у колеџ Шамполион где је наставио своје школовање и започео учење енглеског језика. Склоност према есперанто језику му је усадио пријатељ Светолик Петровић. Дописивао се са познатим српским есперантистом - Радомиром Клајићем.
Пребацио се на Корзику 1916. године и уписао је учитељску школу и почео са учењем италијанског језика. Потом је отишао у Ницу, положио је матуру учитељске школе и радио је као васпитач у Лицеју.
Као млади и афирмисани есперантиста се после рада у Италији вратио у Србију и развио делатност на пољу ширења есперанта у земљи. Учествовао је као делегат Општег савеза есперанта на састанцима у Охриду, Прилепу и Пироту. Радио је као учитељ у Пироту од 1919. године до 1926.
Био је учитељ-слушалац на Вишој педагошкој школи у Београду и завршио ју је 1930. године.
Био је југословенски представник међународне педагошке ревије - службеног органа Светског савеза педагога-есперантиста tage Tutmonda Asocio de Geimtruistroj esperantistoj.
Као полиглота, служио се језицима: енглески, есперанто, француски, италијански, пољски, чешки и фински.
1930. године је учестовао на Ђеновском универзитету у дискусији Међународне уније друштва народа на тему: О интегралној сарадњи и настави историје у основним и другим школама.
Уписао је након тога докторске студије на Сорбони 1935. године, међутим нема података да ли их је завршио.
Радио је као чиновник Министарства просвете од 1927. до 1930. године. После завршене Више педагошке школе, радио је као суплент а касније као професор француског језика у пиротској гимназији и у Учитељској школи до 1934. године. Премештен је у Ужице школске 1935/36 како би се након годину дана вратио у Пирот где је радио све до окупације 1941. Како су Бугари дошли у пиротске крајеве, он се са својом женом Ружицом преселио у Крагујевац. У Крагујевцу је службовао као професор Гимназије и Трговачке академије а касније и као директор.
Вративши се у Пирот, радио је као управник музеја. Прикупљао је са ученицима разне археолошке и етнографске предмете. Био је заљубљеник у историју те је прикупљао предмете првенствено за Музеј. Многи на власти, као и интелектуалци су сматрали да Петровић није достојан звања управника Музеја те су копали по његовој прошлости како би га склонили са тог места. То се и десило након његовог говора поводом прославе 25-годишњице смрти Јована Цвијића где је Петровић говорио о религијским схватањима Цвијића. То је касније попримило облик безразложног напада на Петровића те му се касније и судило. Кажњен је тако што је смењен и као професор Гимназије и као директор Музеја 1952. године.
Указом Министарства просвете, Петровић је постављен у Сјеници да ради у Мешовитој гимназији 1953. године септембра. Радио је тамо све до своје смрти.
Умро је у Пироту изненада 1960. године при посети својој жени после вечере у локалној кафани.

## Радови
Сарађивао је у француским листовима током боравка тамо и у Италији где је објављивао неколико радова о васпитању и образовању.
Сарађивао је у службеном органу југословенских есперантиста Слога 1922. године, у литванском књижевном листу Laisve 1923. године.
1926. године је објавио свој уџбеник Међународни помоћни језик есперанто. Исте године је отворио курс за есперанто у Београду.
Петровић је 1933. објавио у Српском књижевном гласнику белешку да је припремио за штампу рукопис под насловом Историја Пирота. Његов рукопис је пропао за време рата. 1946. се поново латио писања рукописа о историји Пирота које је исписивао на листићима које је после његове смрти свештеник, Србислав Ђорђевић прекуцао и разделио установама и пријатељима.
1955. године је написао студију о учешћу Пироћанаца у Првом српском устанку под вођством Карађорђа.
1947. године је објавио свој лирски запис На Миџор, на Миџор! у листу Република.
Оставио је рукописну збирку песама и два сонентна венца: Сонетни венац и Свесловенски сонентни венац.
Преводио је Горски вијенац на есперанто и завршио са преводом 1957. године међутим, превод је објављен тек 1970. године.
Неки од његових рукописа су: Понишавље и суседни крајеви за време првог српског устанка, Око наше Нишаве, Гроб Ђуре Хорватовића, Стара планина - хајдуковина, Пиротске војводе за време првог српског устанка. 
Научни радови: Двадесети рођендан Југославије, У славу Француске, Бесмртни Југословен из Бугарске, Југословен из Шоплука први учитељ Његошев, Бугари и ми, Вук Караџић оснивач бугарске књижевности. 
Објављивао је и чланке на француском језику: Пут ка изгнанству 1918, Мало разјашњење о Србији (Бон ле Густав: Писхоанализа и васпитање).
Писао је документарне радове о Јаши Продановићу, Стевану Сремцу, Милки Ћирић, Милану Пироћанцу, Радоју Домановићу, Алекси Антићу.